# Dörentrup
Dörentrup (en bajo alemán Doierntrup) es un municipio alemán perteneciente al distrito de Lippe, situado en la región de Detmold dentro del estado federado de Renania del Norte-Westfalia. En 2011 contaba con una población de 8081 habitantes.

## Clima
De acuerdo a los datos de la tabla a continuación y a los criterios de la clasificación climática de Köppen modificada el clima de Dörentrup es oceánico de tipo Cfb.
| Parámetros climáticos promedio de Dörentrup                            | Parámetros climáticos promedio de Dörentrup | Parámetros climáticos promedio de Dörentrup | Parámetros climáticos promedio de Dörentrup | Parámetros climáticos promedio de Dörentrup | Parámetros climáticos promedio de Dörentrup | Parámetros climáticos promedio de Dörentrup | Parámetros climáticos promedio de Dörentrup | Parámetros climáticos promedio de Dörentrup | Parámetros climáticos promedio de Dörentrup | Parámetros climáticos promedio de Dörentrup | Parámetros climáticos promedio de Dörentrup | Parámetros climáticos promedio de Dörentrup | Parámetros climáticos promedio de Dörentrup |
| Mes                                                                    | Ene.                                        | Feb.                                        | Mar.                                        | Abr.                                        | May.                                        | Jun.                                        | Jul.                                        | Ago.                                        | Sep.                                        | Oct.                                        | Nov.                                        | Dic.                                        | Anual                                       |
| ---------------------------------------------------------------------- | ------------------------------------------- | ------------------------------------------- | ------------------------------------------- | ------------------------------------------- | ------------------------------------------- | ------------------------------------------- | ------------------------------------------- | ------------------------------------------- | ------------------------------------------- | ------------------------------------------- | ------------------------------------------- | ------------------------------------------- | ------------------------------------------- |
| Temp. media (°C)                                                       | 0.4                                         | 0.9                                         | 3.9                                         | 7.6                                         | 12.3                                        | 15.4                                        | 16.8                                        | 16.5                                        | 13.3                                        | 9.5                                         | 4.6                                         | 1.6                                         | 8.6                                         |
| Precipitación total (mm)                                               | 70                                          | 52                                          | 52                                          | 48                                          | 56                                          | 68                                          | 100                                         | 97                                          | 58                                          | 61                                          | 59                                          | 72                                          | 793                                         |
| Horas de sol                                                           | 27.9                                        | 53.7                                        | 96.1                                        | 141.0                                       | 189.1                                       | 186.0                                       | 179.8                                       | 182.9                                       | 126.0                                       | 89.9                                        | 33.0                                        | 21.7                                        | 1327.0                                      |
| Fuente: Datos de temperatura y de horas de sol. Datos de precipitación |                                             |                                             |                                             |                                             |                                             |                                             |                                             |                                             |                                             |                                             |                                             |                                             |                                             |